# Kanton Bulgnéville
Der Kanton Bulgnéville war bis 2015 ein französischer Wahlkreis im Arrondissement Neufchâteau, im Département Vosges und in der Region Lothringen; sein Hauptort war Bulgnéville. Letzter Vertreter im Generalrat des Departements war von 2001 bis 2015 Luc Gerecke (zunächst DVD, jetzt NC).
Mit der Kantons-Neugliederung kamen 2015 alle 24 Gemeinden des Kantons an den neu zugeschnittenen Kanton Vittel.

## Lage
Der Kanton lag im Westen des Départements Vosges. 

Lage des Kantons Bulgnéville innerhalb des Arrondissements Neufchâteau
Lage des Kantons Bulgnéville innerhalb des Départements Vosges

## Gemeinden
Der Kanton bestand aus 24 Gemeinden:
| Gemeinde                     | Einwohner Jahr | Fläche km² | Bevölkerungsdichte | Code INSEE | Postleitzahl |
| ---------------------------- | -------------- | ---------- | ------------------ | ---------- | ------------ |
| Aingeville                   | 72 (2013)      | 5,77       | 12 Einw./km²       | 88003      | 88140        |
| Aulnois                      | 154 (2013)     | 4,44       | 35 Einw./km²       | 88017      | 88300        |
| Auzainvilliers               | 218 (2013)     | 8,25       | 26 Einw./km²       | 88022      | 88140        |
| Belmont-sur-Vair             | 103 (2013)     | 6,17       | 17 Einw./km²       | 88051      | 88800        |
| Bulgnéville                  | 1.492 (2013)   | 13,33      | 112 Einw./km²      | 88079      | 88140        |
| Crainvilliers                | 178 (2013)     | 10,45      | 17 Einw./km²       | 88119      | 88140        |
| Dombrot-sur-Vair             | 255 (2013)     | 9,04       | 28 Einw./km²       | 88141      | 88170        |
| Gendreville                  | 111 (2013)     | 8,08       | 14 Einw./km²       | 88195      | 88140        |
| Hagnéville-et-Roncourt       | 89 (2013)      | 8,55       | 10 Einw./km²       | 88227      | 88300        |
| Malaincourt                  | 94 (2013)      | 6,05       | 16 Einw./km²       | 88283      | 88140        |
| Mandres-sur-Vair             | 446 (2013)     | 11,93      | 37 Einw./km²       | 88285      | 88800        |
| Médonville                   | 72 (2013)      | 7,27       | 10 Einw./km²       | 88296      | 88140        |
| Morville                     | 50 (2013)      | 3,41       | 15 Einw./km²       | 88316      | 88140        |
| Norroy                       | 231 (2013)     | 7,22       | 32 Einw./km²       | 88332      | 88800        |
| Parey-sous-Montfort          | 140 (2013)     | 7,04       | 20 Einw./km²       | 88343      | 88800        |
| Saint-Ouen-lès-Parey         | 485 (2013)     | 21,09      | 23 Einw./km²       | 88430      | 88140        |
| Saint-Remimont               | 238 (2013)     | 4,6        | 52 Einw./km²       | 88434      | 88800        |
| Saulxures-lès-Bulgnéville    | 262 (2013)     | 9,54       | 27 Einw./km²       | 88446      | 88140        |
| Sauville                     | 189 (2013)     | 14,38      | 13 Einw./km²       | 88448      | 88140        |
| Suriauville                  | 213 (2013)     | 13,44      | 16 Einw./km²       | 88461      | 88140        |
| Urville                      | 64 (2013)      | 4,02       | 16 Einw./km²       | 88482      | 88140        |
| La Vacheresse-et-la-Rouillie | 136 (2013)     | 9,36       | 15 Einw./km²       | 88485      | 88140        |
| Vaudoncourt                  | 168 (2013)     | 5,67       | 30 Einw./km²       | 88496      | 88140        |
| Vrécourt                     | 360 (2013)     | 12,46      | 29 Einw./km²       | 88524      | 88140        |

## Bevölkerungsentwicklung
| 1962 | 1968 | 1975 | 1982 | 1990 | 1999 | 2006 | 2012 |
| ---- | ---- | ---- | ---- | ---- | ---- | ---- | ---- |
| 5492 | 5395 | 5461 | 5693 | 5681 | 5509 | 5449 | 5777 |